# 雪花鴨嘴燕魟
納氏鷂鱝（学名：Aetobatus narinari），又名 鷹鯆、雪花鴨嘴燕魟、魴仔、斑點鷂鱝，为燕魟科鷂鱝屬下的一个种。曾被認為分布於台灣，後發現台灣的分布是眼斑鰩鱝。
分布於東太平洋，體長可達300公分，具有食用及觀賞價值。